# Vernonia acaulis
Vernonia acaulis là một loài thực vật có hoa trong họ Cúc. Loài này được (Walter) Gleason miêu tả khoa học đầu tiên năm 1906. Đây là loài bản địa của Hoa Kỳ.